# Rizziconi
Rizziconi es un municipio situado en el territorio de la provincia de Reggio Calabria, en Calabria, Italia.

## Demografía
| Gráfica de evolución demográfica de Rizziconi entre 1861 y 2001 |
|                                                                 |
| Fuente ISTAT - elaboración gráfica a cargo de Wikipedia         |